# Liste der Monuments historiques in Bessais-le-Fromental
Die Liste der Monuments historiques in Bessais-le-Fromental führt die Monuments historiques in der französischen Gemeinde Bessais-le-Fromental auf.

## Liste der Bauwerke
| Bezeichnung             | Beschreibung                                                                                     | Standort | Kennzeichnung | Schutzstatus | Datum | Bild |
| ----------------------- | ------------------------------------------------------------------------------------------------ | -------- | ------------- | ------------ | ----- | ---- |
| Vieille Ville de Venoux | Wüstung eines mittelalterlichen Dorfes; auch auf dem Gebiet der Gemeinde Saint-Aignan-des-Noyers | (Lage)   | PA00096649    | Inscrit      | 1980  |      |

## Liste der Objekte
- Monuments historiques (Objekte) in Bessais-le-Fromental in der Base Palissy des französischen Kultusministeriums